# Parteitag der CDU Deutschlands 2021

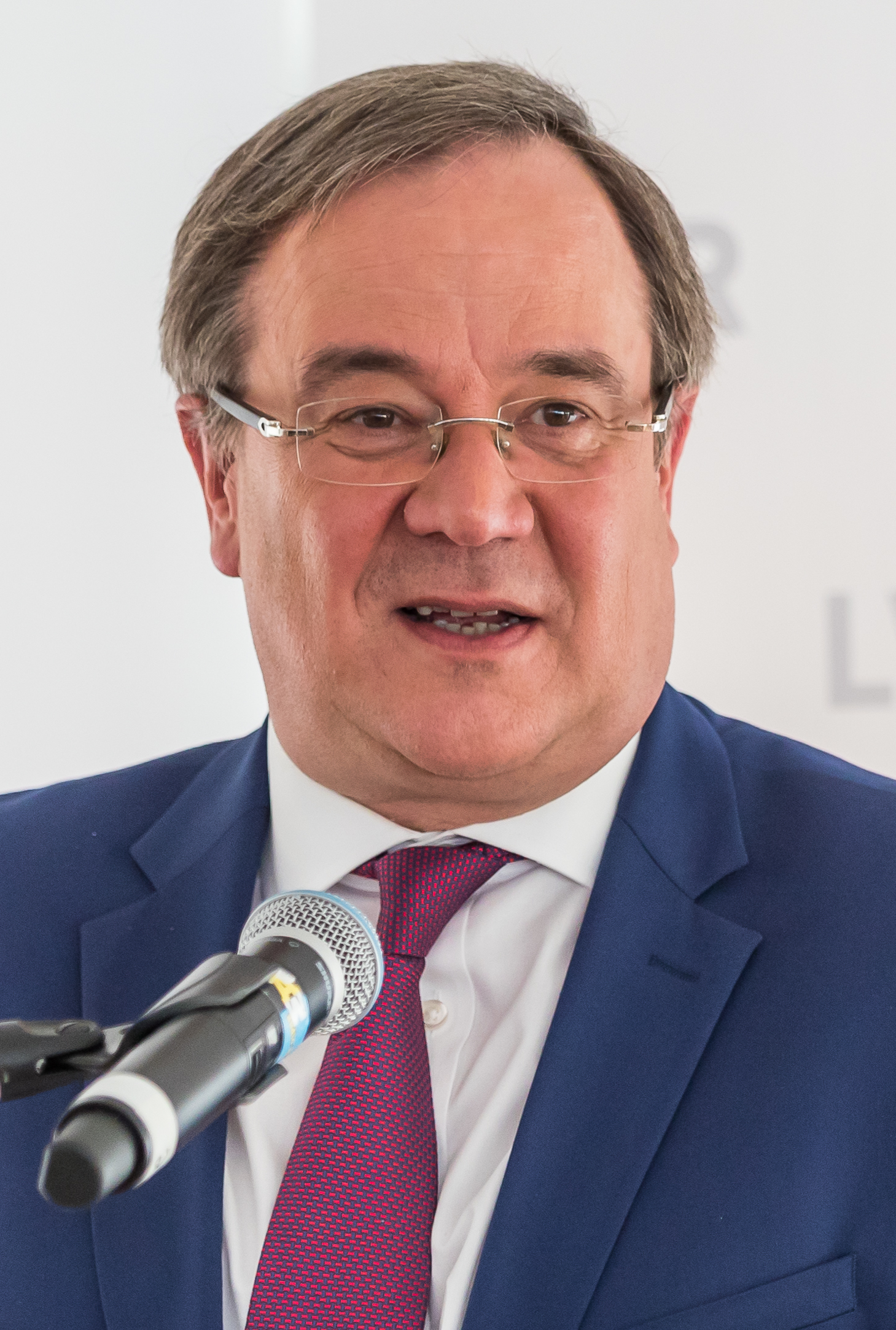
Armin Laschet
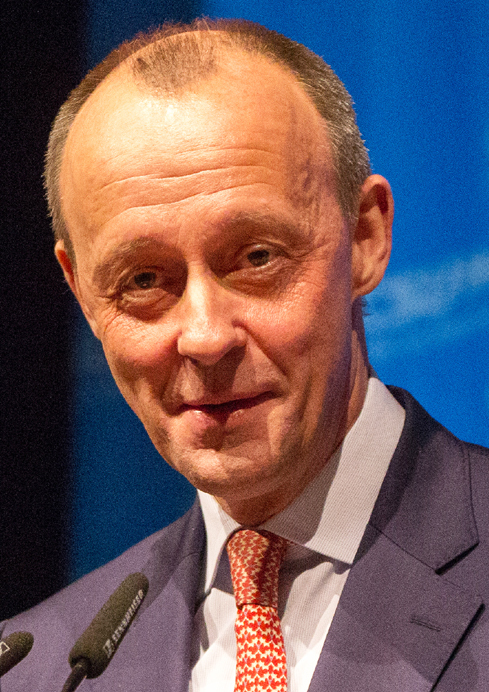
Friedrich Merz
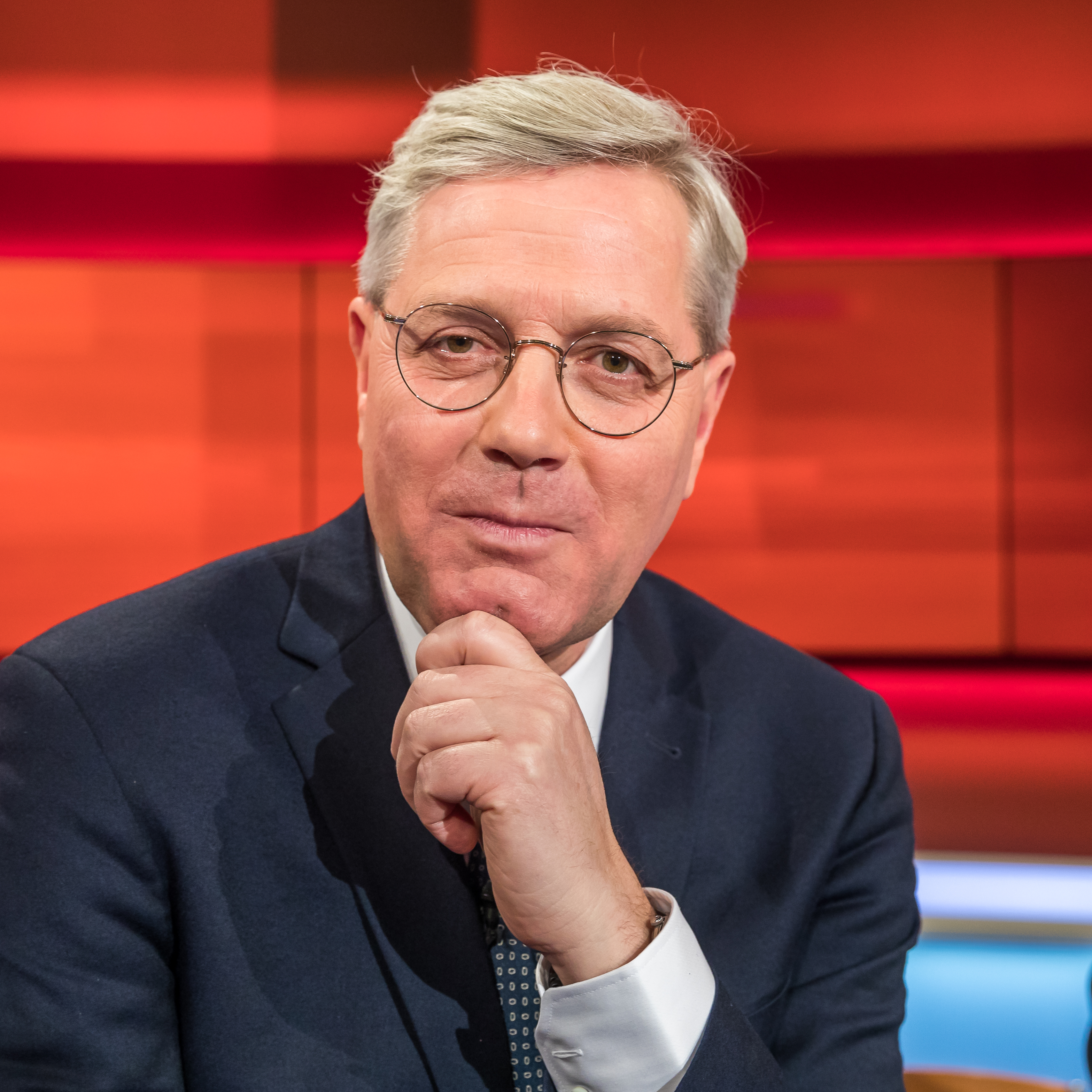
Norbert Röttgen

Der 33. Parteitag der Christlich Demokratischen Union Deutschlands fand vom 15. Januar bis zum 16. Januar 2021 erstmals als digitale Veranstaltung ohne örtliche Präsenz von Delegierten statt. Wichtigster Programmpunkt war die Neuwahl des gesamten CDU-Bundesvorstands und eines neuen Parteivorsitzenden.
Um den Vorsitz kandidierten die nordrhein-westfälischen Politiker Armin Laschet, Friedrich Merz und Norbert Röttgen. Laschet gewann die digitale Abstimmung im zweiten Durchgang. Das Ergebnis wurde in einer anschließenden Briefwahl rechtlich abgesichert.

## Vorgeschichte

### Geplanter Parteitag am 25. April 2020
Am 10. Februar 2020 kündigte die amtierende CDU-Vorsitzende Annegret Kramp-Karrenbauer ihren Verzicht auf die Kanzlerkandidatur bei der Bundestagswahl 2021 sowie den Rückzug vom Parteivorsitz an. Ursprünglich sollte daraufhin bereits am 25. April 2020 in Berlin ein zusätzlicher Parteitag zur Neuwahl eines Vorsitzenden stattfinden, die Einberufung des ordentlichen Parteitages war am 24. Februar 2020 vom Bundesvorstand beschlossen worden. Am 12. März 2020 wurde bekannt, dass der Parteitag aufgrund der COVID-19-Pandemie verschoben werde.

### Geplanter Parteitag am 4. Dezember 2020
Am 14. September 2020 gab CDU-Generalsekretär Paul Ziemiak bekannt, dass der reguläre Bundesparteitag verkürzt auf einen Tag am 4. Dezember 2020 in Stuttgart stattfinden solle, nachdem am Vortag das Präsidium und der Bundesvorstand getagt hatten. Auf der Tagesordnung des Parteitages, der unter einem straffen Corona-Hygienekonzept erfolgen sollte, hätten demnach lediglich die Rede der scheidenden Parteivorsitzenden Kramp-Karrenbauer, eine Aussprache und die Wahl des neuen Vorstandes gestanden. Inhaltliche Debatten wären entfallen.
Am 26. Oktober 2020 entschied sich der Parteivorstand der CDU wegen der Entwicklung der COVID-19-Pandemie gegen die bisher geplante Terminierung des Parteitags und beschloss, frühestens Mitte Dezember über den neuen Termin zu entscheiden. Wegen der Einladungsfrist von vier Wochen stand somit fest, dass der Parteitag erst 2021 stattfinden konnte. Insbesondere Friedrich Merz, der selber nicht im Bundesvorstand sitzt, kritisierte diese Entscheidung heftig und vermutete, „dass die Verlegung des Parteitages mit Corona wenig und mit anderen Erwägungen sehr viel zu tun hat“. Er interpretierte die Parteitagsverschiebung als Teil einer Strategie des „CDU-Establishments“, seine Wahl zum Parteivorsitzenden zu verhindern.

## Digitalparteitag und Briefwahl
Die drei Kandidaten für den Parteivorsitz, Armin Laschet, Friedrich Merz und Norbert Röttgen, verständigten sich am 31. Oktober 2020 darauf, dem Parteivorstand Mitte Januar 2021 als neuen Termin für den Parteitag vorzuschlagen. Am 14. Dezember 2020 beschloss der CDU-Parteivorstand, dass der Parteitag am Freitagabend, dem 15. Januar 2021, beginnen und fast vollständig digital erfolgen sollte. Ausschließlich das Präsidium der Partei sowie die Kandidaten nahmen gemeinsam aus der Messe Berlin teil, alle anderen Delegierten wurden digital zugeschaltet.
Ferner wurde festgelegt, den gesamten neuen CDU-Bundesvorstand inklusive des Vorsitzenden am 16. Januar zunächst digital zu wählen. Anschließend folgte eine rechtlich verbindliche Schlussabstimmung per Briefwahl, deren Ergebnis am 22. Januar 2021 verkündet wurde. Bei dieser Briefwahl stand ausschließlich Armin Laschet als Gewinner der digitalen Wahl zur Abstimmung, die Ankreuzmöglichkeiten waren „ja“, „nein“ und „Enthaltung“. Laschet erhielt 796 von 980 abgegebenen Stimmen. Es handelte sich um die erste digital durchgeführte Personenwahl der deutschen Parteiengeschichte.

### Hackerangriffe
Laut Generalsekretär Paul Ziemiak erfuhr die CDU während des Parteitags Hackerangriffe in Form von DDoS-Attacken auf die eigene Internetpräsenz. Doch sei die Partei auf solche Angriffe vorbereitet gewesen und konnte diese größtenteils abwehren und ihnen ausweichen. Die digitalen Arbeitsplätze der Delegierten waren außerhalb der CDU-Infrastruktur aufgesetzt und daher nicht betroffen, genauso wie das digitale Wahlsystem des Anbieters, das auf nicht öffentlich bekannten Servern lief. Dadurch war nur zwischenzeitlich das Streaming des Parteitags über die CDU-Webseite eingeschränkt – die Übertragung bei YouTube und im Fernsehen lief jedoch weiter.

## Personalien
Auf dem Parteitag stand eine Neuwahl des gesamten CDU-Bundesvorstands an, der auf dem Parteitag im Dezember 2018 gewählt worden war.

### Bundesvorsitz
Bereits im Februar 2020 hatte die Parteivorsitzende Annegret Kramp-Karrenbauer erklärt, auf das Amt zu verzichten. Zunächst gab Norbert Röttgen am 18. Februar seine Kandidatur für den Parteivorsitz bekannt, am 25. Februar folgten dann kurz hintereinander NRW-Ministerpräsident Armin Laschet, unterstützt vom zeitweilig selbst als Kandidaten gehandelten Bundesgesundheitsminister Jens Spahn, und Friedrich Merz, der zuvor bereits beim Parteitag 2018 kandidiert hatte.
Die Wahl zum Vorsitzenden galt auch als programmatische Richtungsentscheidung und wichtige Vorwahl für den Kanzlerkandidaten von CDU und CSU bei der Bundestagswahl, weil Angela Merkel angekündigt hatte, nicht wieder anzutreten. Hierauf wurden auch Bayerns Ministerpräsident Markus Söder und Jens Spahn Ambitionen nachgesagt.

#### Kandidaten und Ergebnisse

##### Digitale Abstimmung
| Bild             | Persönliches                                 | Ämter (Stand: 15.01.2021) | Verkündung       | Ergebnis 1. Wahlgang | Ergebnis 2. Wahlgang |
| ---------------- | -------------------------------------------- | --- | ---------------- | -------------------- | -------------------- |
|                  | Armin Laschet (* 1961) Nordrhein-Westfalen   | Ministerpräsident von Nordrhein-Westfalen (seit 2017) Stellvertretender Vorsitzender der CDU (seit 2012) Vorsitzender der CDU Nordrhein-Westfalen (seit 2012) Mitglied des Landtags von Nordrhein-Westfalen (seit 2010) Mitglied des Europäischen Parlaments (1999–2005) Mitglied des Bundestags (1994–1998)           | 25. Februar 2020 | 380/1001             | 521/1001             |
|                  | Friedrich Merz (* 1955) Nordrhein-Westfalen  | Fraktionsvorsitzender der CDU/CSU-Fraktion im Deutschen Bundestag (2000–2002) Mitglied des Bundestags (1994–2009) Mitglied des Europäischen Parlaments (1989–1994) | 25. Februar 2020 | 385/1001             | 466/1001             |
|                  | Norbert Röttgen (* 1965) Nordrhein-Westfalen | Vorsitzender des Auswärtigen Ausschusses (seit 2014) Mitglied des Bundestags (1994–heute) Bundesumweltminister (2009–2012) Stellvertretender Vorsitzender der CDU (2010–2012) Vorsitzender der CDU Nordrhein-Westfalen (2010–2012) Erster Parlamentarischer Geschäftsführer der CDU/CSU-Bundestagsfraktion (2005–2009) | 18. Februar 2020 | 224/1001             | —                    |
| Enthaltung       | Enthaltung                                   | Enthaltung | Enthaltung       | 3/1001               | 4/1001               |
| nicht abgestimmt | nicht abgestimmt                             | nicht abgestimmt | nicht abgestimmt | 9/1001               | 10/1001              |

##### Briefwahl
| Bild             | Kandidat                                   | Stimmen  |
| ---------------- | ------------------------------------------ | -------- |
|                  | Armin Laschet (* 1961) Nordrhein-Westfalen | 796/1001 |
| Nein             | Nein                                       | 159/1001 |
| Enthaltung       | Enthaltung                                 | 22/1001  |
| Ungültig         | Ungültig                                   | 3/1001   |
| nicht abgestimmt | nicht abgestimmt                           | 21/1001  |

#### Wahlkampf
Vor dem Parteitag gab es Mitte Dezember 2020 jeweils einen Livestream mit den drei Kandidaten für den Parteivorsitz sowie zwei gemeinsame Kandidatenrunden am 14. Dezember 2020 und 8. Januar 2021. Bereits im Oktober hatte die Junge Union den sogenannten JUPitch mit den drei Kandidaten durchgeführt und sich anschließend in einer online durchgeführten Abstimmung mehrheitlich für Friedrich Merz entschieden. Der JU-Vorsitzende Tilman Kuban erklärte, dass er das Ergebnis für sich selbst als bindend und für die 100 Delegierten der JU als eine wichtige Empfehlung betrachte.
Der CDU-Wirtschaftsflügel, die Mittelstands-Union, unterstützte schon vor Absage des ersten Parteitagstermins per Beschluss einer Präsidiumssitzung im März 2020 die Kandidatur von Friedrich Merz, der Bundesvorstand des Arbeitnehmerflügels CDA sprach sich im Dezember einstimmig für Armin Laschet aus. Die Frauen-Union erklärte rund eine Woche vor dem digitalen Parteitag, die Kandidaturen von Armin Laschet und Norbert Röttgen zu unterstützen.

#### Umfragen
| Erhebungszeitraum    | Institut                | Befragte             | Laschet | Merz | Röttgen | Andere/Keiner |
| -------------------- | ----------------------- | -------------------- | ------- | ---- | ------- | ------------- |
| 15. Januar 2021      | Forsa                   | ?                    | 19 %    | 21 % | 29 %    | 31 %          |
| 4–5. Januar 2021     | Infratest dimap         | 1.020                | 18 %    | 27 % | 22 %    | 19 %          |
| 4–5. Januar 2021     | Infratest dimap         | CDU-Wähler           | 25 %    | 29 % | 25 %    | —             |
| 24–25. November 2020 | Infratest Dimap         | 1.047                | 15 %    | 27 % | 16 %    | 21 %          |
| 24–25. November 2020 | Infratest Dimap         | CDU-Wähler           | 15 %    | 39 % | 22 %    | 15 %          |
| 20–22. Oktober 2020  | Forsa                   | 1.007 CDU-Mitglieder | 24 %    | 45 % | 13 %    | —             |
| 3–5. März 2020       | Forschungsgruppe Wahlen | 1.276                | 24 %    | 27 % | 11 %    | 30 %          |
| 3–5. März 2020       | Forschungsgruppe Wahlen | CDU-Wähler           | 27 %    | 40 % | 10 %    | 19 %          |

Prognose von Delegiertenstimmen
| Datum           | Institut     | Laschet | Merz | Röttgen | Andere |
| --------------- | ------------ | ------- | ---- | ------- | ------ |
| 14. Januar 2021 | The European | 310     | 410  | 180     | 100    |
| 11. Januar 2021 | The European | 310     | 395  | 125     | 170    |
| 8. Januar 2021  | The European | 290     | 395  | 115     | 200    |
| 3. Januar 2021  | The European | 260     | 380  | 60      | 300    |

### Stellvertretende Vorsitzende
Die bisherigen Stellvertreter traten, mit Ausnahme des neuen Vorsitzenden Armin Laschet, alle wieder an. Für seinen Platz kandidierte Jens Spahn, der bereits im parteiinternen Wahlkampf Laschet als Teampartner unterstützt hatte.
| Kandidat        | Digital | Briefwahl |
| --------------- | ------- | --------- |
| Volker Bouffier | 806     | 834       |
| Silvia Breher   | 777     | 806       |
| Julia Klöckner  | 787     | 818       |
| Jens Spahn      | 589     | 624       |
| Thomas Strobl   | 670     | 723       |

### Schatzmeister
- Philipp Murmann: 827 Stimmen

### Weitere Präsidiumsmitglieder
Zur Wahl der sieben weiteren Präsidiumsmitglieder kandidierte Mike Mohring nicht wieder, Jens Spahn war bereits zuvor zum stellvertretenden Parteivorsitzenden gewählt worden. Es wurden gewählt:
| Kandidat             | Digital | Briefwahl |
| -------------------- | ------- | --------- |
| Bernd Althusmann     | 722     | 733       |
| Monika Grütters      | 721     | 708       |
| Reiner Haseloff      | 811     | 765       |
| Michael Kretschmer   | 835     | 792       |
| Karl-Josef Laumann   | 768     | 757       |
| Norbert Röttgen      | 764     | 736       |
| Annette Widmann-Mauz | 514     | 514       |

### Weitere Bundesvorstandsmitglieder
In den Bundesvorstand wurden 26 Beisitzer gewählt:
| Kandidat                  | Landesverband       | Digital | Briefwahl | % Briefwahl |
| ------------------------- | ------------------- | ------- | --------- | ----------- |
| Christian Baldauf         | Rheinland-Pfalz     | 872     | 933       | 97,09       |
| Thomas Bareiß             | Baden-Württemberg   | 620     | 839       | 87,30       |
| Peter Beuth               | Hessen              | 662     | 880       | 91,57       |
| Hermann Gröhe             | Nordrhein-Westfalen | 783     | 886       | 92,20       |
| Serap Güler               | Nordrhein-Westfalen | 771     | 857       | 89,18       |
| Elke Hannack              | Nordrhein-Westfalen | 616     | 838       | 87,20       |
| Stefan Heck               | Hessen              | 662     | 860       | 89,49       |
| Mechthild Heil            | Rheinland-Pfalz     | 683     | 872       | 90,74       |
| Elisabeth Heister-Neumann | Niedersachsen       | 563     | 799       | 83,14       |
| Gudrun Heute-Bluhm        | Baden-Württemberg   | 532     | 770       | 80,12       |
| Laura Hopmann             | Niedersachsen       | 773     | 878       | 91,36       |
| Anna Kreye                | Sachsen-Anhalt      | 706     | 850       | 88,45       |
| Thomas Kufen              | Nordrhein-Westfalen | 726     | 895       | 93,13       |
| Carsten Linnemann         | Nordrhein-Westfalen | 726     | 839       | 87,30       |
| Mike Mohring              | Thüringen           | 527     | 718       | 74,71       |
| Karin Prien               | Schleswig-Holstein  | 671     | 816       | 84,91       |
| Lucia Puttrich            | Hessen              | 613     | 864       | 89,91       |
| Jan Redmann               | Brandenburg         | 624     | 860       | 89,49       |
| Herbert Reul              | Nordrhein-Westfalen | 821     | 903       | 93,96       |
| Ina Scharrenbach          | Nordrhein-Westfalen | 646     | 825       | 85,85       |
| Dagmar Schipanski         | Thüringen           | 623     | 827       | 86,06       |
| Marc Speicher             | Saarland            | 603     | 856       | 89,07       |
| Marco Wanderwitz          | Sachsen             | 715     | 864       | 89,91       |
| Wiebke Winter             | Bremen              | 735     | 854       | 88,87       |
| Monica Wüllner            | Baden-Württemberg   | 599     | 816       | 84,91       |
| Otto Wulff                | Nordrhein-Westfalen | 710     | 834       | 86,78       |

Als Mitgliederbeauftragter wurde gewählt:
- Henning Otte: 853 Stimmen (94,36 %)

## Ablauf
Am Freitag, 15. Januar, standen neben den Reden von Parteivorsitzender und Generalsekretär Grußworte von Bundeskanzlerin Angela Merkel, des CSU-Vorsitzenden Markus Söder und des Präsidenten der Europäischen Volkspartei (EVP) Donald Tusk an, zudem die Berichte des Bundesschatzmeisters sowie des Mitgliederbeauftragten. Gewählt wurden bereits Vertreter für den EVP-Vorstand und die Kongresse der EVP sowie der Mitgliederbeauftragte und das Bundesparteigericht.
Am Samstag wurde in zwei Wahlgängen, da keiner der drei Kandidaten im ersten Wahlgang die absolute Mehrheit erreichte, der neue Parteivorsitzende gewählt. Der Bundestagsfraktionsvorsitzenden Ralph Brinkhaus sowie der Vorsitzende der CDU/CSU-Gruppe im EU-Parlament Daniel Caspary erstatteten Bericht. Bevor die weiteren Posten in Vorstand und Präsidium gewählt wurden, richteten EU-Kommissionspräsidentin Ursula von der Leyen, der österreichische Bundeskanzler Sebastian Kurz und die belarussische Oppositionsführerin Swjatlana Zichanouskaja Grußworte an die Delegierten. Der Parteitag endete mit den Antragsberatungen und dem Schlusswort des neugewählten Vorsitzenden Laschet.
Die Vorstellung der Kandidaten für Beisitzerpositionen in Präsidium und Bundesvorstand erfolgte digital durch zuvor eingereichte Videos. Nur die Kandidaten für Parteivorsitz und stellvertretenden Parteivorsitz waren in Berlin versammelt.

## Beschlüsse
Da das Hauptziel des digitalen Parteitags die Neuwahl des Bundesvorstands war, wurde auf eine sonst übliche Antragsberatung verzichtet. Lediglich über den Leitantrag des Bundesvorstands Die CDU: digital und schlagkräftig wurde abgestimmt, er wurde von den Delegierten mit großer Mehrheit angenommen. Hierin fordert die Partei unter anderem eine Reform des Parteiengesetzes, „um Rechtssicherheit für die Durchführung von Online-Parteitagen mit verbindlicher Beschlusskompetenz herbeiführen zu können“.